# Kinshasa
Kinshasa, nekada Léopoldville (niz. Leopoldstad), riječna luka i glavni grad Demokratske Republike Kongo. Leži na proširenom dijelu rijeke Kongo zvanom Malebo Pool, nekad poznatom kao Stanley Pool. Nalazi se u zapadnom dijelu države, vrlo blizu Republike Kongo i njezinog glavnog grada Brazzavillea. Dvije prijestolnice dijeli rijeka Kongo.
Grad je 1881. osnovao velški istraživač Henry Morton Stanley i nazvao ga Léopoldville, u čast belgijskog kralja Leopolda II. Nekoć skromno ribarsko naselje i trgovačka postaja, današnja je Kinshasa treći grad po brojnosti u Africi, iza Kaira i Lagosa. Sastoji se od moderno izgrađenog središnjeg dijela, brojnih domorodačkih četvrti te od satelitskih gradova Ndjili i Kimpoko. Kulturno je i industrijsko središte, ne samo DR Konga već i cijele Srednje Afrike. Tu su sveučilišta, muzeji i druge ustanove. Razvijena je prehrambena, kemijska, tekstilna i metalna industrija s brodogradnjom; značajna je i proizvodnja papira.
Kinshasa je živi trgovački centar i prometno čvorište; željezničkom prugom povezana je s lukom Matadi. Postoji velika međunarodna zračna luka.
U 2004. godini Kinshasa je imala oko 7.273.947 stanovnika, u metropolitantskom području i do 9 milijuna.

## Vanjske poveznice
- Službena stranica  Arhivirana inačica izvorne stranice od 27. listopada 2001. (Wayback Machine) (fr.)

### Ostali projekti
|  | Zajednički poslužitelj ima još gradiva o temi Kinshasa |